# Банн, Каллен
Каллен Банн (англ. Cullen Bunn) — американский писатель комиксов. Работал в Marvel, DC и Dark Horse.

## Ранние годы
Каллен Банн рос в сельской местности Северной Каролины. Он жил там до 19 лет, пока его родители не переехали в Тайер (Миссури) на животноводческую ферму. Через пару лет отец и мать вернулись в Северную Каролину, но Банн остался в Миссури. Он учился в Университете штата Миссури.

## Личная жизнь
Во время учёбы в университете Банн жил в Спрингфилде. К июлю 2015 года он жил в Вэлли Парке. К 2018 году он снова вернулся в Спрингфилд. Каллен женат на девушке по имени Синди, у них есть сын Джексон.

## Награды
| Год  | Награда                | Категория                 | Работа                                                  | Результат |
| ---- | ---------------------- | ------------------------- | ------------------------------------------------------- | --------- |
| 2011 | Ghastly Awards         | Best Writer               | The Sixth Gun                                           | Номинация |
| 2011 | Broken Frontier Awards | Best Writer — Independent | The Sixth Gun                                           | Победа    |
| 2012 | Bram Stoker Award      | Best Graphic Novel        | The Sixth Gun Volume 3                                  | Номинация |
| 2012 | Eisner Award           | Best Writer               | The Sixth Gun                                           | Номинация |
| 2014 | GLADD Award            | Outstanding Comic Book    | Fearless Defenders                                      | Номинация |
| 2016 | Ghastly Award          | Best Writer               | Harrow County, The Sixth Gun, Blood Feud, Death Follows | Победа    |
| 2016 | Ghastly Award          | Best Ongoing Title        | Harrow County                                           | Победа    |
| 2016 | Bram Stoker Award      | Best Graphic Novel        | Blood Feud                                              | Номинация |
| 2016 | Eisner Award           | Best New Series           | Harrow County                                           | Номинация |